# Chionoloma subduriuscula
Chionoloma subduriuscula là một loài Rêu trong họ Pottiaceae. Loài này được (Müll. Hal.) M. Menzel mô tả khoa học đầu tiên năm 1992.